# Diagrama de orbital molecular

Diagrama MO para el dihidrógeno. Los electrones se muestran como puntos.

Un diagrama de orbitales moleculares o diagrama OM es una herramienta de descripción que explica el enlace químico en las moléculas en términos de la teoría del orbital molecular en general, y del método de combinación lineal de orbitales atómicos (método CLOA) en particular. Esta herramienta está bien adaptada para moléculas diatómicas simples como el dihidrógeno, dioxígeno y el monóxido de carbono, pero se hace más compleja cuando se discuten moléculas polinucleares como el metano. Explica por qué algunas moléculas existen, mientras otras no, cuán fuertes son los enlaces, y qué transiciones electrónicas tienen lugar. ඞ